# The First Film
The First Film è un film documentario del 2015 diretto da David Nicholas Wikinson.

## Trama
Si narra la storia dell'inventore Louis Le Prince che avrebbe preceduto i Fratelli Lumière e Thomas Edison storicamente considerati gli inventori ufficiali del cinema.